# Europa-Nostra-Preis

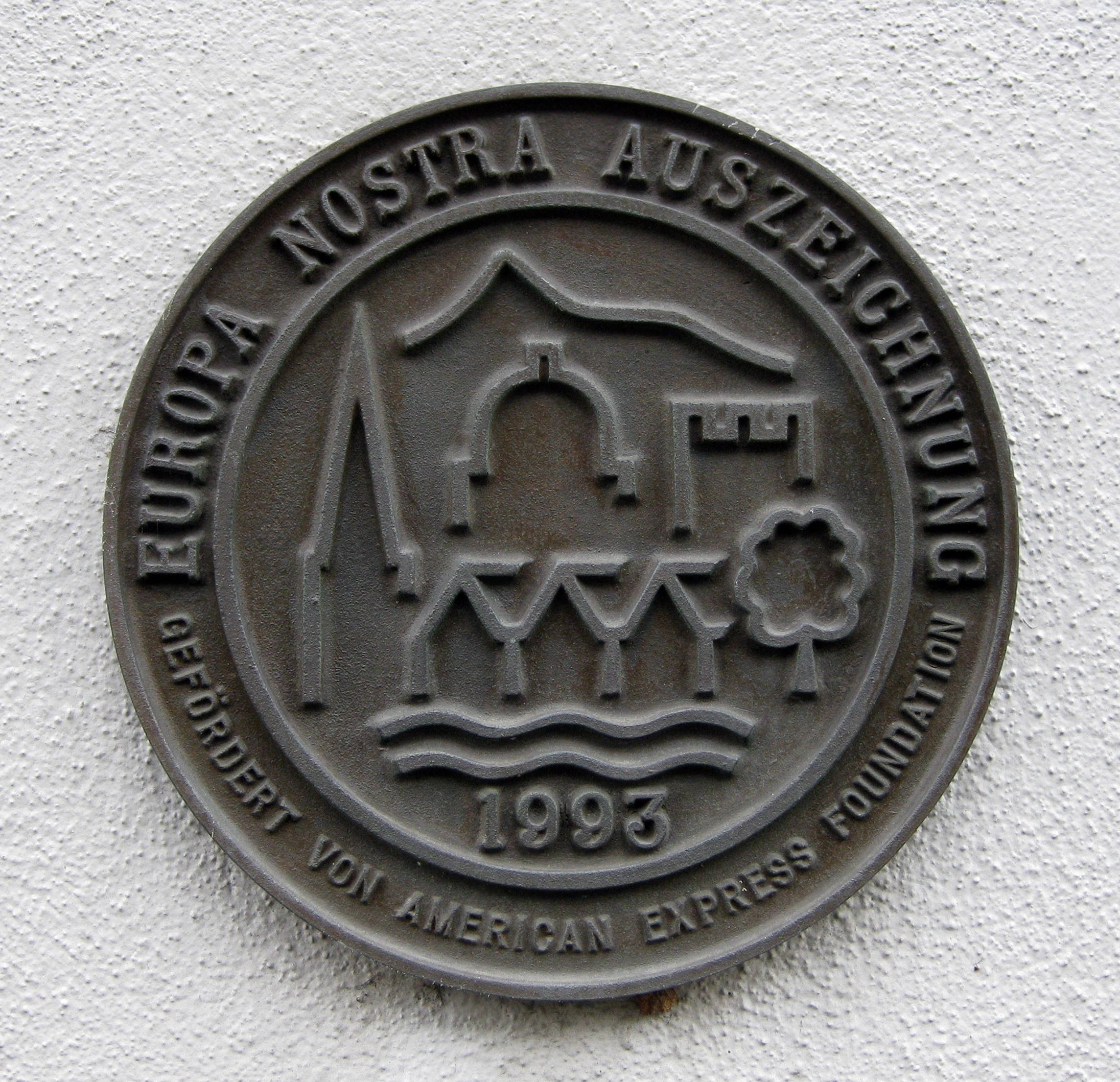
Medaille zum Europa-Nostra-Preis

Der Europa-Nostra-Preis (Europa Nostra Awards) ist eine europäische Auszeichnung, mit der jedes Jahr herausragende Leistungen im Bereich der Erhaltung von Kulturerbe ausgezeichnet werden. Träger ist die Organisation Europa Nostra mit Sitz in Den Haag. Der Preis wird seit 1978 vergeben. Seit 2000 ist er mit dem European Union Prize for Cultural Heritage kombiniert, den die Europäische Union im Rahmen des Programms KULTUR2000 begründet hat.
Die Auszeichnungen werden in unterschiedlichen Kategorien ausgeschrieben. Bis zu sechs Große Preise sind mit jeweils 10.000 Euro dotiert und sie werden für folgende Sachgebiete vergeben:
- Erhaltung von Bauten, Kulturlandschaften, Sammlungen von Kunstwerken oder Bewahrung archäologischer Stätten
- Herausragende Studien und wissenschaftliche Arbeiten
- Herausragende Leistungen von Einzelpersonen, Gruppen und Organisationen
- Ausbildung, Unterricht, Training und Bewusstseinsbildung
- Engagierte Dienstleistungen einer Gruppe oder einer Einzelperson im Bereich Kulturerbe

Zusätzlich zu den Großen Preisen werden Medaillen (2. Preis) und Diplome (3. Preis) verliehen.
Bewerben können sich kleine und große Initiativen, die lokal, national oder international ausgerichtet sein können. Die Studien und Projekte müssen jeweils in den letzten drei Jahren abgeschlossen worden sein. Bewerbungen werden bei der Geschäftsstelle von Europa Nostra International, Den Haag, in englischer oder französischer Sprache eingereicht.

## Preisträger des Europa-Nostra-Preises (Auswahl)

### 1978
- Bremen/D (Projekt: Schnoorviertel)
- Heusden/NL
- Millburngate, Santander, Durham/UK (Projekt: Einkaufszentrum)
- Salzburg/A (Projekt: Anstrahlung historischer Gebäude in der Altstadt)
- Straßburg/F (Projekt: Fußgängerzone)
- Werdenberg/St. Gallen/CH (Projekt: Gesamtrestaurierung Altstadt)

### 1979

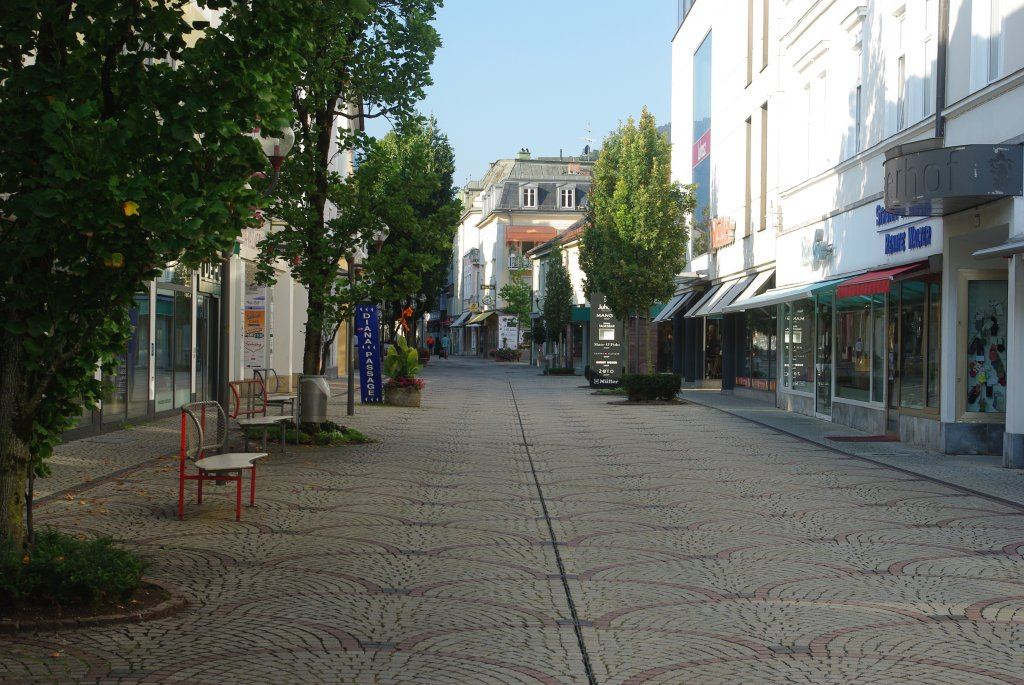
Fußgängerzone Ludwigstraße in Bad Reichenhall

- Bad Mühlacken/A (Projekt: Gasthaus Mahringer)
- Bad Reichenhall/D (für die Gestaltung der neuen Fußgängerzone Ludwigstraße/Salzburger Straße)
- Graz/A (Projekt: Renovierung und Wiederbelebung der Altstadt)
- Jedburgh, Schottland/UK (Projekt: market Place/Castlegate/Exchange Street restor. project)
- Krems/Stein/A (Projekt: old buildings…)
- Leeds/UK (Projekt: St. Paul’s house, Park Square)
- Madrid/E (Projekt: San Lorenzo de el Escorial, Real Coliseo de Carlos III)
- Schwabach/D (für die gelungene Altstadtsanierung)

### 1980
- Albacete/E (Projekt: Parador Nacional)
- Grand Hornu/B (Projekt: Les Ateliers du Grand Hornu)
- Klagenfurt/A (Projekt: Neugestaltung des Domplatzes)
- London/UK (Projekt: Covent Garden, The Market)
- Monemvassia/GR (Projekt: Monemvassia Project)
- Osnabrück/D (Projekt: Ledenhof)

### 1981
- Chesterfield/UK (Projekt: 7 entries! 143-149! revitalisation of the town)
- Mirambel/E
- Würzburg/D (Projekt: Kaufhaus Hertie von Alexander von Branca)
- Trier/D (Projekt: high school in reconstruction of war-damaged church)
- Venedig/I (Projekt: Palazzo Bollani)
- Wosborg/DK (Projekt: Norre Wosborg Castle)

### 1982
- Lille/F (Projekt: Vielle Bourse/old stock exchange)
- Chastleton/UK (Projekt: Chastleton House)
- Bornem/B (Projekt: Bornem Castle)
- Szenna/H (Projekt: Ethnographisches Freilichtmuseum)

### 1983
- Athen/GR (Projekt: pedestrainisation of the Plaka district)
- Klagenfurt/A (Projekt: Renovierung der Altstadt)

### 1984
- Cork/IRL (Projekt: The Princess Street Market)
- Hamburg (Projekt: Fischauktionshalle)
- Landsberg am Lech/D (Projekt: Bayertor)
- Toulouse/F (Projekt: Hôtel de l’Opéra, Place du Capitole)
- Ulm (Projekt: Baugruppe „Gindele“ (Nikolauskapelle, Steinhaus, Gindele))

### 1985
- Chester/UK (Projekt: Bridgegate conservation action area)
- Nikosia/CY (Projekt: Famagusta Gate)
- Celanova/E (Projekt: Monasterio de S.de C.)
- Stockholm/S (Projekt: Riksdag)
- Apeldoorn/NL (Projekt: Rijksmuseum Paleis Het Loo)
- Irvine, Schottland/UK (Projekt: Glasgow Vennel)
- Istanbul/TR (Projekt: Hotel „Konak“ Sultanahmet)
- Jaén/E (Projekt: Palacio de Villardompardo y los banos arabes)
- Oslo/N (Projekt: Military Hospital)
- Gröningen/D (Projekt: Hammerschmiede)

### 1986
- Rochefort/F (Projekt: Corderie Royale de l’ancien Arsenal)
- Amsterdam/NL (Projekt: 6 projects)
- Kalmar/S (Projekt: Conservation of central Kalmar)
- Rendsburg/D (Projekt: former Synagogue)
- Saragossa/E (Projekt: Palacio de los Condes de Sastago)

### 1987
- Aguilar de Campoo/E (Projekt: Resturacion del monasterio de Santa Maria la Real)
- Athen/GR (Projekt: Erechteion)
- Backnang/D (Projekt: Altstadtschutz und -erneuerung)
- Dublin/IRL (Projekt: Trinity College Dining Hall, univ. of Dublin)
- Edinburgh/UK (Projekt: Conservation of Edinburgh’s Georgian New Town)
- Großweingarten/D
- New Lanark/UK (Projekt: Village Square)
- Oldenburg/D (Projekt: Infanteriekaserne)
- Rauma/FIN (Projekt: The old town)
- Sundsvall/S (Projekt: Kulturmagasinet (Culture Warehouse))
- Wien/A (Projekt: Renovierung des Palais Ferstel)

### 1988
- Antwerpen/B (Projekt: Butcher’s Hall Area)
- Bad Salzuflen/D (Projekt: Haus Backs/Medaille)
- Clemenswerth, Sögel/D (Projekt: Schloß Clemenswerth)
- Glasgow/UK (Projekt: Merchant City)
- Landévennec/F (Projekt: Abbaye de Ste. Gwennoié)
- Therfield/UK (Projekt: Tuthill Manor)
- Utrecht/NL (Projekt: Vijf Kerken/restor. of 5 churches, new uses)

### 1989
- Gelderland/NL (Projekt: restoration of 5 historic houses by Gelderland Castles Trust)
- Bilzen/B (Projekt: former landcommandery Alden Biesen -new uses)
- Borrowdale, Cumbria/UK (Projekt: Sty Head footpath)
- Chester/UK (Projekt: City Centre)
- Deidesheim/D (Projekt: Stiftung Bürgerhospital)
- Oseira/E (Projekt: monasterio do Santa Maria la Real)
- Oyambre/E (Projekt: National Park of Oyambre)
- Székesfehérvár/H (Projekt: Rac utca -renewed serbian church 3 Bsp.!)

### 1990
- Hjo/S (für die beachtenswerte Erhaltung der Holzstadt Hjo)
- Łódź/PL (Projekt: Herbst’s Villa – Museum Sztuki)
- Prag/CZ (Projekt: Restor. of the National Theatre)
- Sevilla/E (Projekt: convento de los Terceros)
- Wien/A (Projekt: Wiener Vorortelinie Penzing-Heiligenstadt, Station Hernals)

### 1991
- Arendal/N (Projekt: Tyholmen area)
- Inveray (Inverary?)/UK (Projekt: Inveray Jail)
- Köln/D (Projekt: Hotel im Wasserturm)
- Madrid/E (Projekt: La Capilla de San Isidro)
- Oberoderwitz/D (Projekt: 3 derelict ramp windmills)
- Valencia/E (Projekt: Casa Palacio del sieglo XV)
- London, Whitehall/UK (Projekt: The Foreign and Commonwealth Office)
- Winzendorf-Muthmannsdorf/A: Restaurierung der Filialkirche Winzendorf

### 1992
- Amorbach/D (für die gelungenen restauratorischen Leistungen des Templerhauses)
- Bralin/PL (Projekt: Kirche St. Anna)
- Brüssel/B (Projekt: Centre Belge de la Bande Dessinée)
- Helsinki/FIN (Projekt: House of Estates)
- Magyarpolány/H (Projekt: Renewal programme)
- Häslabronn/Colmberg/D (Projekt: -)

### 1993
- Drensteinfurt/D (Projekt: Restaurierung der alten Synagoge)
- Fyvie, Turriff, Aberdeen/UK (Projekt: Fyvie Castle)
- Madrid/E (Projekt: Palacio de Linares)
- Malpica/E (Projekt: Torre de Mens, Malpica, La Corogna)
- Nora/S (Projekt: Nora-Pershyttan)
- Verona/I (Projekt: San Zeno)

### 1994
- Alcalá de Henares/E (Projekt: The University recovered, 10 years of rehabilitation)
- Betliar/SK (Projekt: Schloss Betliar)
- Bilbao/E (Projekt: Museo de Arte Sacro, Teatro Arriaga?)
- Grafing bei München/D (Projekt: Hammerschmiede Grafing)
- Klagenfurt/A (Projekt: Umfassende Renovierung der Innenhöfe des Stadtzentrums)
- Montmoyen/F (Projekt: Chateau de M.)
- Sekowa/PL (Projekt: Parochial church)
- Skien/N (Projekt: Telemark Canal)
- Venedig/I (Projekt: Sala della Musica, ospedaletto)

### 1995
- Châteldon/F (Projekt: La Pharmacie)
- Nottingham/UK (Projekt: Sir Owen Williams’ D10 Building)
- Rom/I (Projekt: new Luiss University)
- Tarragona/E (Projekt: restauracion Circo romano de Tarragona)
- Turku/FIN (Projekt: Turku Music Hall)
- Uman/UKR (Projekt: Uman Sofievca Park)

### 1996
- Laarne/BE (Projekt: Restaurierung von Schloss Laarne)

### 1997
- Lille/F (Projekt: Vielle Bourse/old stock exchange)
- Chastleton/UK (Projekt: Chastleton House)
- Bornem/B (Projekt: Bornem Castle)
- Hilversum/NL (Projekt: Town Hall)
- Kozlówka/PL (Projekt: Zamoyski Museum in Kozlówka)
- Budapest/H (Projekt: Former Arany Janos Theatre)

### 1998
- Cobham/UK (Projekt: Painshill Park)
- Amersfoort/NL (Projekt: Koppelpoort)
- Sonkad/H (Projekt: Calvinist Church)
- Noisiel/F (Projekt: Usine Menier cocoa mill)

### 1999
- Eisenburg/R (Projekt: restor. of 138 historic dwelling houses)
- Vicenza/E (Projekt: Palazzo Thiene)
- Tulowice/PL (Projekt: Tulowice Manor and Garden)
- Lissabon/P (Projekt: Torre de Belem)
- Windsor/UK (Projekt: Windsor Castle restoration after the fire of 1992)
- Helsinki/FIN (Projekt: Suomenlinna Fortress)
- Hoogstraten/B (Projekt: Hoogstraten Beguinage)
- Kopenhagen/DK (Projekt: Christian VII’s Palace)

### 2000
- Dalen/N (Projekt: Dalen hotel)
- Budapest/H (Projekt: Elephant House, Zoo)
- Barcelona/E (Projekt: Gran Teatro del Liceu)
- Prag/CZ (Projekt: Villa Müller)
- Kopenhagen/DK (Projekt: Kastellet)
- Groningen/NL (Projekt: railway station)

### 2001
- Nikosia/CY (Projekt: Lions Home)
- Lázně Kynžvart/CZ (Projekt: Kynzvart Castle)
- Tartu/EST (Projekt: Villa Tammekann)
- Montecalvoli, Siena/I (Projekt: Gallico Castle and village of Montecalvoli)
- Floriana/M (The Msida Bastion Cemetery)
- Glarus/CH (Stadtkirche Glarus von Ferdinand Stadler)

### 2002
- Ærøskøbing, DK [Stadtensemble]

### 2003
- Römerbergwerk Meurin, Kretz (Deutschland)
- St Peter’s Kirk, Sandwick, Orkneyinseln (Schottland)

### 2005
- Osmanisches Bad Omeriye, Nikosia (Zypern).
- Maisons Paysannes de France (Frankreich).
- Alte Arbeitersiedlungen in Oberschlesien, (Polen).
- Vía de la Plata, Extremadura (Spanien).
- Edward Chambré Hardman Photographic Collection (Großbritannien).
- „Hernergut“ Bathing Pavilion, Horgen (Schweiz).

### 2006
- Sarica Kirche in Kappadokien (Türkei).
- Santo Stefano di Sessanio nahe L’Aquila (Italien).
- Farbdiaarchiv zur Wand- und Deckenmalerei (Deutschland)
- Atlantic Wall Linear Museum (Italien/Belgien/Frankreich)
- Mihai Eminescu Stiftung (Rumänien/Großbritannien)

### 2008
- Konservierung der Fassade des Horní Hrad in Český Krumlov, (Tschechien)
- Konservierung der historischen Stätten von Skarkos auf Ios (Griechenland)
- Konservierung des Galerius-Palastes an der Platia Navarinou in Thessaloniki (Griechenland)[3]
- Restaurierung der Van Nelle Factory in Rotterdam (Niederlande)
- Erfassung Militärarchitektur in Spanien durch die Asociación Española de Amigos de los Castillos (Spanien)
- Stichting Stadsherstel Hoorn (Niederlande)
- The International Built Heritage Conservation Training Centre, Burg Banffy in Bonţida (Rumänien)

### 2009
- Dokumentationsstätte Regierungsbunker bei Bad Neuenahr-Ahrweiler (Deutschland)
- Kirchturm in Kesälahti (Finnland)
- Mátra Museum in Gyöngyös (Ungarn)
- Die Kirche der Heiligen Faustino und Giovita in Fasano (Italien)
- High Level Bridge zwischen Newcastle upon Tyne und Gateshead (Großbritannien)

### 2010
- Vulkanpark, Landkreis Mayen-Koblenz (Deutschland)
- Hauptpreis in der Kategorie: „Bildung, Ausbildung und Bewusstseinsbildung“ an das Projekt Baerwaldbad
- Evangelische Pfarrkirche St. Petri zu Wolgast, „Die Sarkophage der Herzöge von Pommern – Wolgast“; Kategorie: Restaurierung/Konservierung

### 2011
- Kloster Bredelar (Marsberg, Deutschland)[4]
- Tomáš Durdík

### 2012
- Piraeus Bank Group Cultural Foundation, die Kulturstiftung der Piraeus Bank[5]
- Kunststätte Bossard, Jesteburg (Deutschland)

### 2013
- Strawberry Hill (Bauwerk)

### 2014

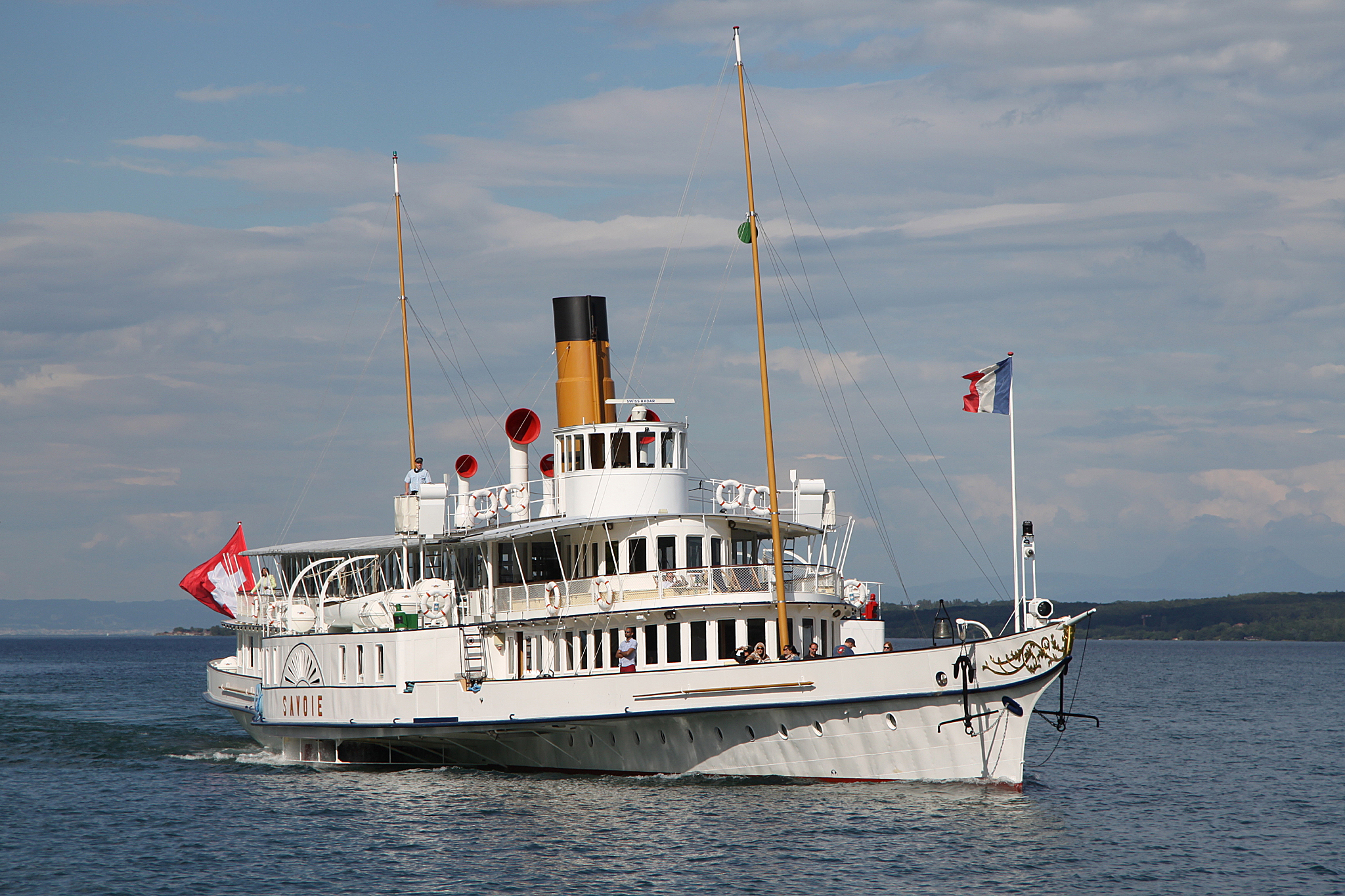
Savoie in Coppet, 2015

- Für die exemplarische Erhaltung der Belle Époque Schaufelraddampfer der Compagnie Générale de Navigation sur le Lac Léman[6] (CGN). Die fünf mit einer Dampfmaschine ausgerüsteten Raddampfer Montreux (1904), La Suisse (1910), Savoie (1914), Simplon (1920) und Rhône (1927) sowie die drei auf dieselelektrischen Betrieb umgestellten Raddampfer Italie (1908), Vevey (1907) und Helvétie (1926) prägen nach wie vor die Personenschifffahrt auf dem gesamten Genfersee maßgeblich.[7]

### 2015
- Franz-Liszt-Musikakademie in Budapest (Ungarn)
- Salztal von Anana (Baskenland, Spanien)
- Armenische Kirche von St Giragos (Diyarbakir, Türkei)
- Wunder von Venedig (St. Markus, Italien)
- Rundlingsverein (Jameln, Deutschland)
- Stiftung Entweihte Kirchen (London, Großbritannien)
- Programm für Eigentümer ländlicher Gebäude (Tallinn, Estland)[8]

### 2018
- Bauverein Winzerberg (Potsdam, Deutschland)[9]
- Sanatorium Dr. Barner (Braunlage, Deutschland) für die Instandsetzung durch David Chipperfields Architects in Zusammenarbeit mit dem Niedersächsischen Amt für Denkmalpflege.[10]

### 2021
- Haus am Horn, Weimar[11][12]

### 2022
- Aachen Battery, Freilichtmuseum Atlantikwall, Westflandern (Belgien)
- Villa E.1027, Roquebrune-Cap-Martin (Frankreich)
- Monument of Episkopi, Sikinos (Griechenland)
- Atlungstad Brennerei, Ottestad (Norwegen)
- Convento dos Capuchos Sintra (Portugal)
- House of Religious Freedom, Cluj-Napoca (Rumänien)
- Illa del Rei, Menorca (Spanien)
- St.-Andreas-Kirche (Kiew), Ukraine[13]